# Titularbistum San Leone
San Leone ist ein Titularbistum der römisch-katholischen Kirche. 
Es geht zurück auf einen mittelalterlichen Bischofssitz in der gleichnamigen Stadt, die sich in der italienischen Region Kalabrien befand (abgegangen im Gemeindegebiet von Scandale). Das Bistum San Leone war dem Erzbistum Santa Severina als Suffraganbistum unterstellt.
| Titularbischöfe von San Leone |                                                  |                                           |                 |                  |
| Nr.                           | Name                                             | Amt                                       | von             | bis              |
| 1                             | Eugène Lecrosnier                                | Weihbischof in Chambéry (Frankreich)      | 21. April 1969  | 3. November 1979 |
| 2                             | Stanisław Napierała                              | Weihbischof in Posen (Polen)              | 25. August 1980 | 25. März 1992    |
| 3                             | Jacques Faivre                                   | Weihbischof in Lyon (Frankreich)          | 29. April 1992  | 29. Juli 1997    |
| 4                             | Stanisław Dziwisz Titularerzbischof pro hac vice | Kurienbischof Kurienerzbischof            | 7. Februar 1998 | 3. Juni 2005     |
| 5                             | Víctor Manuel Ochoa Cadavid                      | Weihbischof in Medellín (Kolumbien)       | 24. Januar 2006 | 24. Januar 2011  |
| 6                             | Prosper Grech Titularerzbischof pro hac vice     | Theologe (Malta)                          | 21. Januar 2012 | 18. Februar 2012 |
| 7                             | Charles Scicluna                                 | Weihbischof in Malta (Malta)              | 6. Oktober 2012 | 27. Februar 2015 |
| 8                             | George Bugeja                                    | Apostolischer Vikar von Tripolis (Libyen) | 10. Juli 2015   |                  |